# 師友協会
師友協会（しゆうきょうかい）とは、東洋思想家の安岡正篤の呼び掛けによって結成された「全国師友協会」を嚆矢とする、東洋古典に取材した政治哲学の学術団体。発起人である安岡正篤が亡くなってから後は、「関西師友協会」を中心に各支部によって、安岡正篤の講話・著書の伝承を中心事業とする。

## 概歴
1949年（昭和24年）に東洋思想家の安岡正篤の呼び掛けによって「師友会」が設立。会名の「師友」は吉田松陰の「士規七則」中の「徳を成し、材を達するには、師恩友益多きに居る」に由来する。同年10月、機関誌「師友」（後に「師と友」に改名）第一号を発行。
1950年（昭和25年）8月に初の夏季講習会を開催、以後、主に東洋人物学と内外情勢をテーマに毎年開催。
1951年（昭和26年）に日本化成(現、三菱化成工業)、日本銀行の役員に対し、月1回の講義を始める。以後、久保田鉄工(現、クボタ)・住友銀行・近鉄など代表的企業における講座・講和会が行われる。
1952年（昭和27年）に大阪に定例の古典口座「先哲講座」が開設。同年2月、東京で「照心講座」が開設。
1953年（昭和29年）6月に全国の同系諸団体を統合して会名を「全国師友協会」に改名。
1958年（昭和33年）8月に第1回全国師道研修会が開催。